# Adolfino Cañete
Adolfino Cañete Azcurra (n.13 de septiembre de 1957 en Asunción, Paraguay) es un exjugador de fútbol paraguayo. 
Fue integrante de la selección nacional de fútbol de su país en innumerables ocasiones. Estuvo en el Mundial de fútbol de México '86, donde jugó todos los encuentros.
Considerado en su país como un jugador "fino y elegante", preciso en los pases, talentoso y cañonero, llegó a triunfar en los clubes pequeños, lo que ameritan y aquilatan su extraordinaria trayectoria como futbolista.

## Primeros Pasos
Sus inicios fueron en el General Caballero Sport Club de Zeballos Cué, desde donde pasaría a probar suerte al Club Guaraní. El D.T. Sergio Rojas, gran ex zaguero centro de Guaraní y de la selección paraguaya, comentó que al llegar Adolfino Cañete a la práctica deportiva del equipo, lo puso en la división juvenil, y le "pegó un baile a los titulares". Eso le valió para ser tenido en cuenta. El debut se produjo en el cotejo contra el Sportivo Luqueño en la vecina ciudad, de donde salieron victoriosos por 1-0. 
Bajo la batuta de Adolfino Cañete, el equipo aborigen arrasó con todos. El equipo ganó 7 partidos continuos, realizando una sensacional campaña. En el séptimo encuentro, Adolfino se rompió los meniscos, en una trancada con Fernando Roca, del Club Cerro Porteño. Luego de ser operado, el empresario Epifanio Rojas se hizo cargo de su pase.

## Carrera profesional
Con el River Plate, junto a Tito Vera, Adolfo Lazzarini y otros, el equipo consiguió realizar una estupenda campaña. De ahí, Adolfino pasó al Club Sol de América (1977), cuando este equipo participaba en la “B”, y ya al siguiente año volvería a la “A”. 
Adolfino Cañete jugaba cada vez mejor y el club Ferrocarril Oeste de la Argentina adquirió su pase. Con el "Maestro Cañete", el director de la orquesta de Ferro, se inició una etapa de gloria para este club. 
Una pierna zurda hábil y clásica de los grandes 10 de antes. Un talento a desparramar en cada jugada y un chute impresionante. El “Fino” Cañete deslumbró a nivel local, con la querida albirroja y en el difícil fútbol argentino. Llevó una nota “10” como esa camiseta que siempre vistió.

## Clubes
| Club                                 | País      | Año       |
| ------------------------------------ | --------- | --------- |
| General Caballero SC de Zeballos Cué | Paraguay  | 1972-1974 |
| Guaraní                              | Paraguay  | 1975      |
| River Plate                          | Paraguay  | 1976      |
| Sol de América                       | Paraguay  | 1977      |
| Nacional                             | Paraguay  | 1977      |
| Sol de América                       | Paraguay  | 1978      |
| Atlético Tembetary                   | Paraguay  | 1979      |
| Ferrocarril Oeste                    | Argentina | 1980-1984 |
| Cruz Azul                            | México    | 1984-1986 |
| Unión Magdalena                      | Colombia  | 1987      |
| Mandiyú                              | Argentina | 1988      |
| Talleres de Córdoba                  | Argentina | 1988-1990 |
| Cobreloa                             | Chile     | 1990      |
| Lanús                                | Argentina | 1991      |
| Colón                                | Argentina | 1991      |
| Cerro Porteño                        | Paraguay  | 1992      |
| Colón                                | Argentina | 1992-1993 |
| Sarmiento de Formosa                 | Argentina | 1993-1994 |
| Sol de América                       | Paraguay  | 1994      |

## Palmarés

### Copas nacionales
| Título                        | Equipo             | País      | Año    |
| ----------------------------- | ------------------ | --------- | ------ |
| Primera División              | Ferro Carril Oeste | Argentina | N-1982 |
| Primera División de Argentina | Ferro Carril Oeste | Argentina | N-1984 |

## Vida personal
Se casó con Margarita Paredes, con quien tuvo tres hijas: Karen Diana, Jessica Amanda y Lorena Fabiola.

## Enlaces
- as.com
- «Colón Con o Sin Tiento». Archivado desde el original el 21 de diciembre de 2009. Consultado el 8 de julio de 2010.

- Datos: Q937107